# Camden Airport
Camden Airport är en flygplats i Australien. Den ligger i kommunen Camden och delstaten New South Wales, i den sydöstra delen av landet, omkring 52 kilometer sydväst om delstatshuvudstaden Sydney. Camden Airport ligger 70 meter över havet.
Närmaste större samhälle är Ingleburn, omkring 17 kilometer öster om Camden Airport.
Runt Camden Airport är det i huvudsak tätbebyggt. Runt Camden Airport är det tätbefolkat, med 297 invånare per kvadratkilometer. Genomsnittlig årsnederbörd är 1 288 millimeter. Den regnigaste månaden är februari, med i genomsnitt 215 mm nederbörd, och den torraste är juli, med 34 mm nederbörd.